# Льон жовтий
Льон жовтий (Linum flavum) — багаторічна трав'яниста рослина роду льон (Linum).

## Ботанічний опис
Стебла 20–40 см заввишки. Листки тонкі, трохи шорсткі по краю, нижні — лопатеподібні, тупі, середні та верхні — продовгувато-ланцетні, загострені, довжиною 2–5 см, шириною 3–12 мм.
Квітки яскраво-жовті, в діаметрі до 3 см. Цвіте у червні — липні.

## Поширення
Вид поширений у Європі та Азії. В Україні зустрічається повсюдно, частіше у степу, росте на лісових галявинах, чагарниках, схилах.

## Галерея

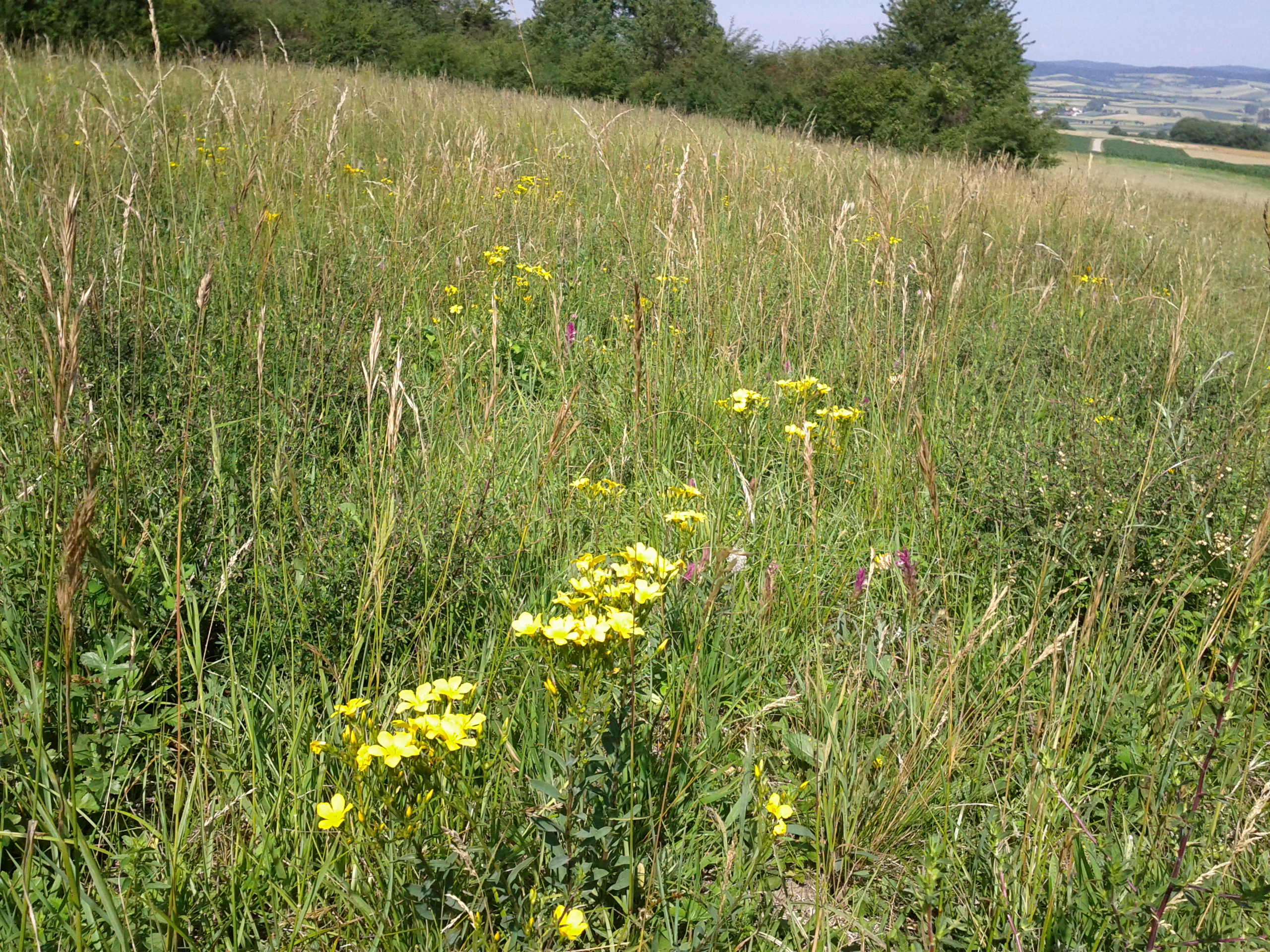
середовище проживання
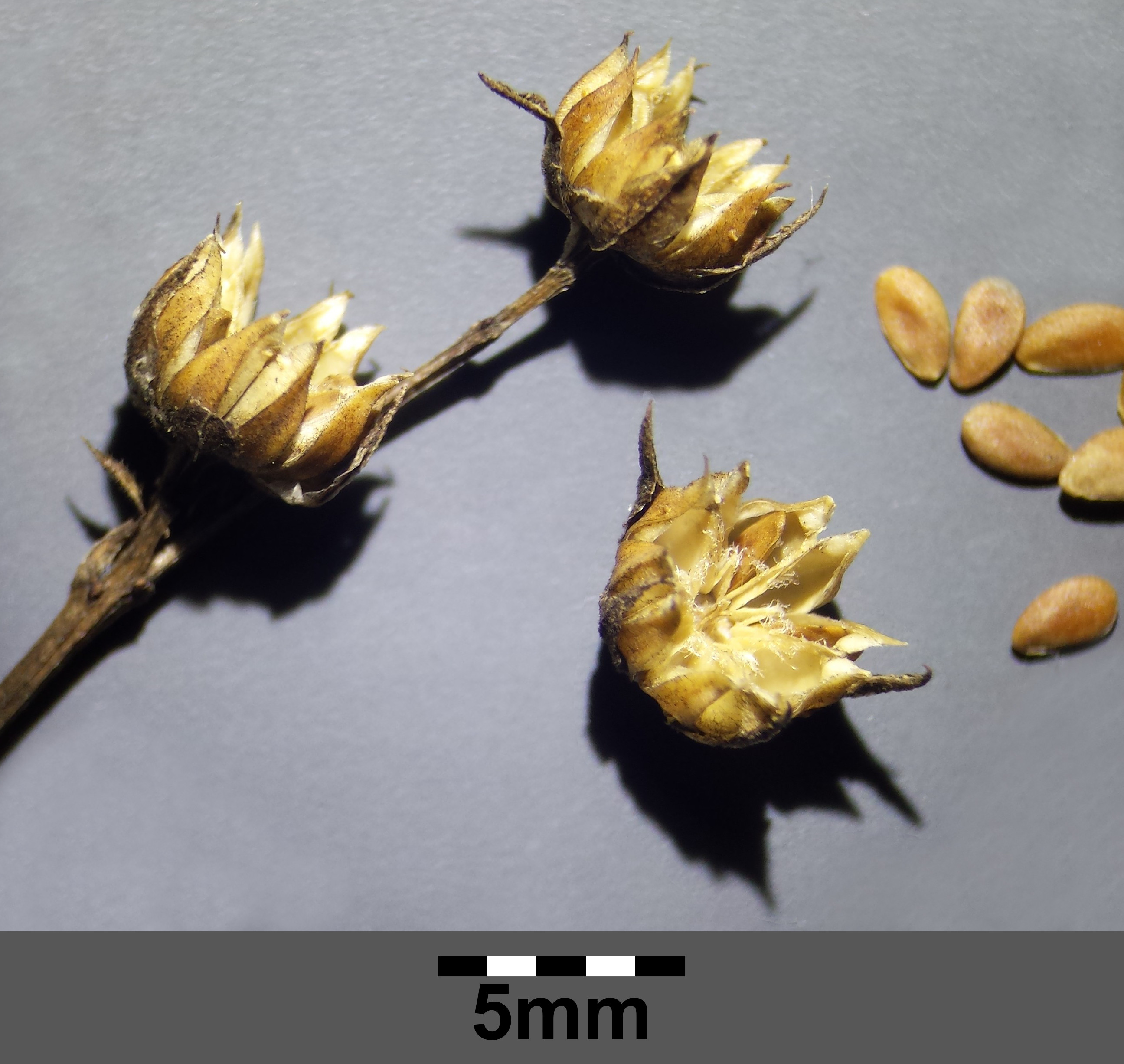
плоди й насіння
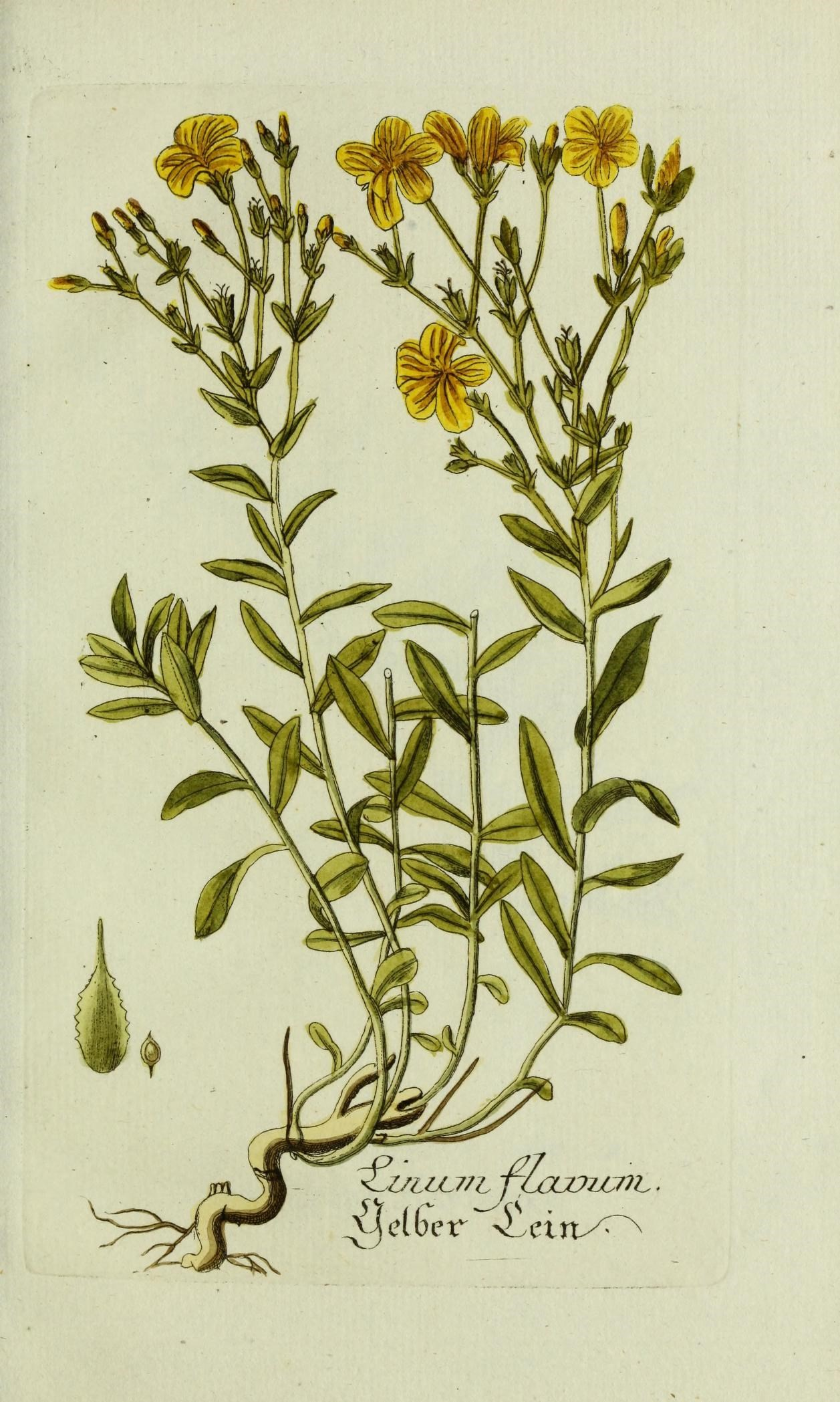
ілюстрація

| Гібіскус | Це незавершена стаття про квіткові рослини. Ви можете допомогти проєкту, виправивши або дописавши її. |